# Tricyphona (Tricyphona) aethiops
Tricyphona (Tricyphona) aethiops is een tweevleugelige uit de familie Pediciidae. De soort komt voor in het Nearctisch gebied.